# Herochroma crassipunctata
Herochroma crassipunctata là một loài bướm đêm trong họ Geometridae.